# بيل كالب
بيل كالب (بالإنجليزية: Bill Culp)‏ هو لاعب كرة قاعدة أمريكي، ولد في 11 يونيو 1887 في بلايري في الولايات المتحدة، وتوفي في 3 سبتمبر 1969 في أرنولد في الولايات المتحدة.